# عزيز العلوي
عزيز العلوي (1965 – 2012) هو ممثل مغربي، عُرف بحسه الكوميدي وتألقه في أدواره سواء التلفزيونية أو المسرحية حيث كان يعتبر من أفضل الوجوه الكوميدية بالمغرب وشارك في عدة سلسلات من أهمها دار الورثة.

## مسيرته
حصل على دبلوم الدراسات العليا في شعبة الاقتصاد، تخرج من قسم المسرح التابع لمسرح محمد الخامس سنة 1988، بدأ مساره الفني مع محترف الفن المسرحي تحت إدارة عباس إبراهيم ليلتحق سنة 2000 بفرقة المسرح الوطني حيث برز ليصبح واحدا من نجوم المسرح الكوميدي بالمغرب، قام عزيز بتأدية أدوار في التلفزيون والمسرح، من أهمها مسلسل دار الورثة وسيتكوم العام طويل ومسرحية "القوق فالصندوق" ومسرحيات للطفل مع عبد الكبير الشداتي، وفي المسرح الوطني لمع نجمه في مسرحية "هذا أنت" و"المرأة التي، وعمل مع فرقة مسرح العرض الحر في مسرحية "ما شاف ما را" التي اقتبسها مسعود بوحسين وأخرجها محمود بلحسن. وشملت قائمة أعمال الفقيد أيضا في التلفزيون "عائلة السي مربوح" و"سير حتى تجي" في جزأيه الأول والثاني بالإضافة إلى تجارب متنوعة في المسرح والسينما.

## وفاته
توفي يوم الخميس 22 مارس 2012 عن عمر يقارب ال 47 عاماً في مصحة خاصة بالرباط بعد أسبوع على دخوله المستشفى إثر تعرضه لأزمة قلبية.

## أعماله
- سيت كوم «سير حتى تجي» الجزء1
- سيت كوم سير حتى تجي " الجزء2
- سيت كوم«سير حتى تجي» الجزء 3
- مسلسل «من دارلدار» ضيف الحلقات
- مسلسل«رمانة وبرطال» الجزء1
- مسلسل «رمانة وبرطال» الجزء 2
- مسلسل «شجرة الزاوية»
- سيت كوم «دار الوراثة» الجزء 1 ضيف شرف
- سيت كوم «دار الوراثة» الجزء 2
- سيت كوم «ياك حنا جيران» ضيف شرف
- سيت كوم «ديما جيران» ضيف شرف

```
*مسلسل «عائلة السي مربوح»
```

- مسلسل «جني كود»
- سيت كوم «العام طويل»
- مسرحية «المرآة التي»
- مسرحية «هذا أنت»
- مسرحية «ماشاف مارا»
- مسرحية «صدفة حمادي»
- مسرحية القوق في الصندوق"
- مسرحية «الهواري قايد النسا»
- مسرحية «الدق والسكات»
- مسرحية«بنت الشعب»